# Trollasjön (Reftele socken, Småland)
Trollasjön är en sjö i Gislaveds kommun i Småland och ingår i Lagans huvudavrinningsområde. Sjön är 15,5 meter djup, har en yta på 0,039 kvadratkilometer och befinner sig 230 meter över havet.